# Faust (hudebník)
Faust, vlastním jménem Bård Guldvik Eithun, (* 21. dubna 1974 Hedmark) je norský bubeník. V roce 1992 začal vystupovat se skupinou Emperor, kterou však následujícího roku opustil. Znovu s ní vystupoval v letech 2013 až 2014. S kapelou nahrál její první studiové album nazvané In the Nightside Eclipse. Kromě toho se věnoval psaní textů pro jiné skupiny, například Zyklon. Dne 21. srpna 1992 ubodal 37 ranami nožem homosexuálního muže jménem Magne Andreassen ve městě Lillehammer. Policie zpočátku neměla žádné podezřelé. Faust o vraždě řekl několika svým přátelům, včetně Daniho Filtha, Varga Vikernese a Øysteina Aarsetha (Euronymous). Poté, co byl Euronymous v srpnu 1993 zavražděn, byl Faust zatčen a přiznal se k vraždě Andreassena. V roce 1994 byl odsouzen na čtrnáct let ve vězení. Již roku 2003 však byl, po devíti letech a čtyřech měsících, propuštěn. Spekulovalo se, že má vražda nějaký vztah k satanismu nebo fašismu, avšak Faust později prohlásil, že nebyl fašistou ani satanistou.